# Okenia angelensis
Okenia angelensis is een slakkensoort uit de familie van de Goniodorididae. De wetenschappelijke naam van de soort is voor het eerst geldig gepubliceerd in 1966 door Lance.